# Unsere Liebe Frau vom Rosenkranz (Janikowo)
Die Kirche Unserer Lieben Frau vom Rosenkranz (polnisch Kościół Matki Boskiej Różańcowej) wurde im 16. Jahrhundert erbaut und diente bis 1945 als Gotteshaus für den evangelischen Pfarrbezirk Hanshagen in Ostpreußen. Ab 1945 ist sie eine Filialkirche der römisch-katholischen Pfarrei Janikowo.

## Geographische Lage
Janikowo liegt im südlichen Stablack (polnisch Wzniesienia Górowski) und im Nordwesten der Woiwodschaft Ermland-Masuren zwischen den Städten Górowo Iławeckie (Landsberg) und Lidzbark Warmiński (Heilsberg).
Die Kirche befindet sich östlich der Hauptstraße nach Dwórzno (Hoofe) in der Ortsmitte.

## Kirchengebäude
Eine erste Kirche entstand in Hanshagen um 1337. Es war ein Gebäude aus Holz, das 1414 – wohl im Hungerkrieg – abbrannte.

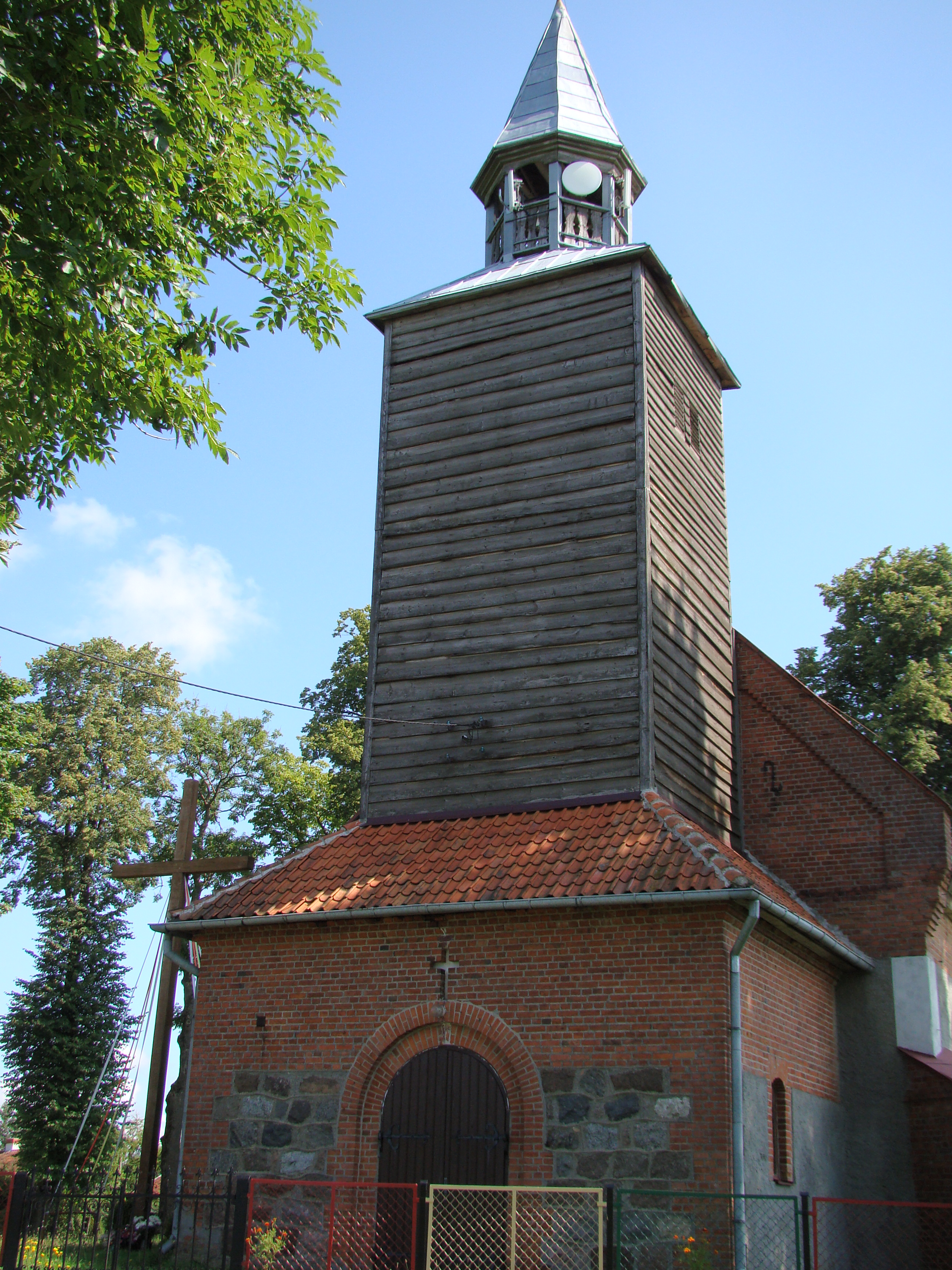
Der Turm mit hölzernem Oberbau

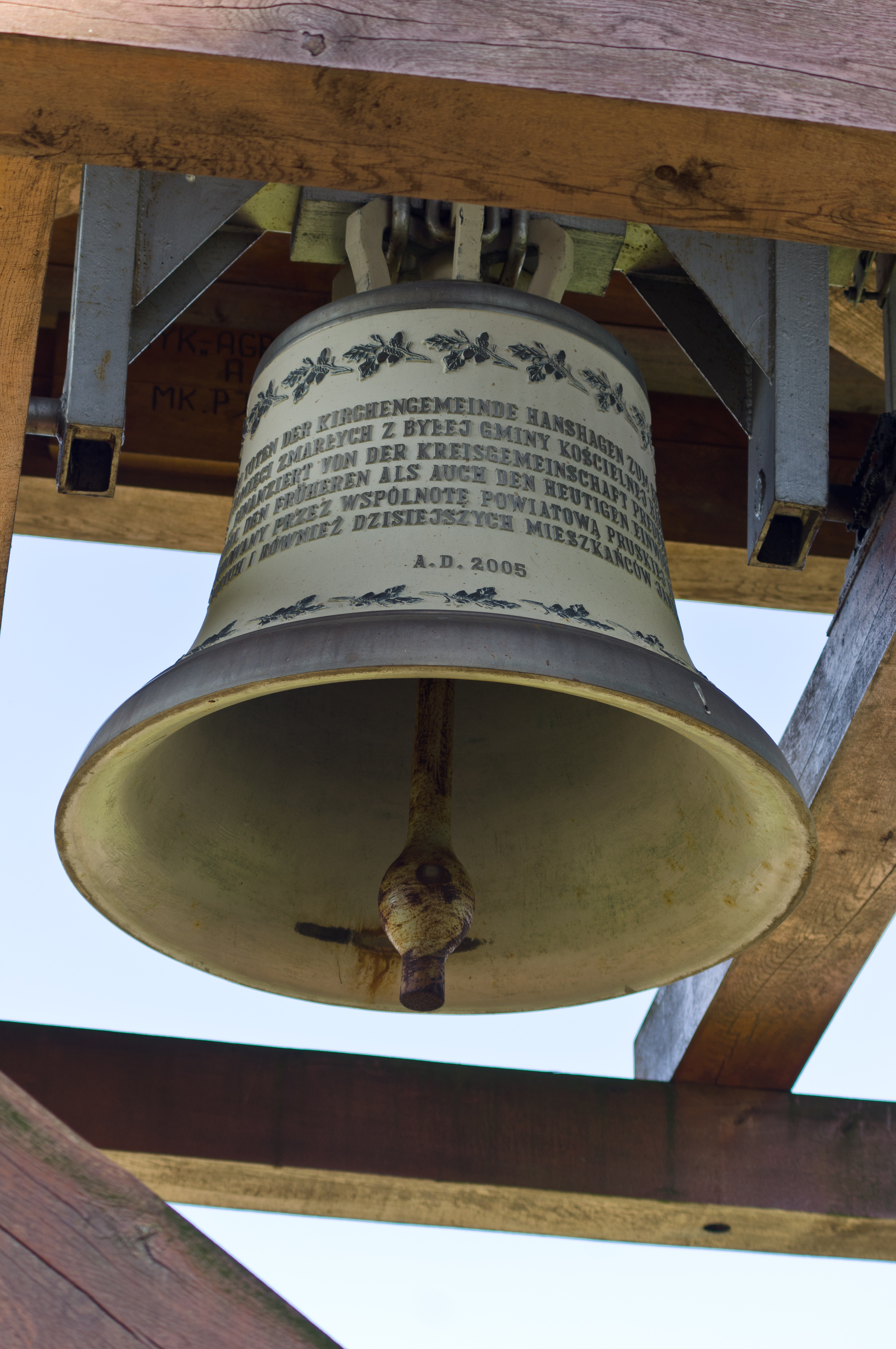
Die gestiftete Glocke von 2005

An ihrer Stelle wurde zu Beginn des 16. Jahrhunderts ein massiver Feldsteinbau errichtet, dessen vorgelegter Westturm ab dem 18. Jahrhundert einen hölzernen Oberbau aufwies.
Ein verheerender Brand machte im Jahre 1896 einen Wiederaufbau erforderlich, der 1898 abgeschlossen werden konnte.
Der Kircheninnenraum mit einer Trapezdecke hat eine eingebaute Empore. Die Glocken wurden 1898 gegossen und 2 Jahre später entstand der Kanzelaltar.
Eine der beiden Glocken wurde in den 1940er Jahren für Kriegszwecke abgeliefert. Eine Initiative polnischer und deutscher Kirchenmitglieder stiftete 2005 eine neue Glocke, worauf eine zweisprachige Inschrift Bezug nimmt.
Am 10. Juni 1985 brannte der Turm infolge eines Blitzeinschlages ab, wurde jedoch kurz darauf  wieder aufgebaut.

## Kirchengeschichte
Mit der Reformation fasste in Hanshagen das lutherische Bekenntnis Fuß. Bis zum Beginn des 17. Jahrhunderts war die Kirche eine Pfarrkirche und das Dorf Pfarramtssitz, bis im Jahre 1615 in Groß Peisten (polnisch Piasty Wielkie) eine Kirche errichtet wurde, in deren Kirchspiel Hanshagen eingegliedert wurde.
Anfang des 20. Jahrhunderts bildeten Hanshagen und Groß Peisten sog. „Vereinigte Kirchengemeinden“ mit selbstständigen Kirchengemeinden, die alle von einem Pfarrer mit Sitz in Groß Peisten geführt wurden Hanshagen gehörte wie Groß Peisten bis 1945 zum Superintendenturbezirk Landsberg (Ostpreußen) im Kirchenkreis Preußisch Eylau innerhalb der Kirchenprovinz Ostpreußen.
Im Jahre 1925 zählte die Pfarrei Hanshagen-Groß Peisten insgesamt 1.220 Gemeindemitglieder, von denen 460 zum Kirchspiel Hanshagen gehörten, das von Hanshagen und dem Nachbarort Sienken (polnisch Żołędnik) gebildet wurde. Das Kirchenpatronat für Hanshagen hatten die Gutsbesitzer von Sienken und Groß Peisten inne.
Nach 1945 übernahm die Römisch-katholischen Kirche das Gotteshaus und passte es baulich den veränderten Ansprüchen und Bräuchen an. Sie unterstellte es dem Patrozinium „Unsere Liebe Frau vom Rosenkranz“ („Rosenkranzkirche“). Bis dahin waren die römisch-katholischen Einwohner von Hanshagen der Pfarrei in Landsberg (Górowo Iławeckie) im damaligen Bistum Ermland zugeordnet.

## Kirchenbücher
Von den Kirchenbüchern Hanshagens haben sich Taufen, Trauungen und Bestattungen der Jahre 1775–1943 erhalten und werden im Evangelischen Zentralarchiv in Berlin-Kreuzberg aufbewahrt.